# Bergland
Bergland este o comună în Austria Inferioară.